# 18676 Zdeňkaplavcová
18676 Zdeňkaplavcová là một tiểu hành tinh vành đai chính với chu kỳ quỹ đạo là 1543.5771113 ngày (4.23 năm).
Nó được phát hiện ngày 30 tháng 5 năm 1998.